# 골드 십
골드 십(ゴールドシップ, Gold Ship)은 일본의 서러브레드 경주마로, 애칭은 고루시(ゴルシ)다. 2009년 홋카이도 사루군 히다카정에서 태어났으며, 2011년부터 2015년까지 경주마로 활동, 28전 13승을 기록하였다. 2015년 경주마 생활을 마친 이후로는 씨말(종마) 생활을 하고 있다.

## 경주 성적
| 날짜        | 경마장   | 경기명          | 등급 | 트랙       | 배당 (인기 순위) | 순위 | 시간       | 기수              | 우승마 (2위마)    |
| ----------- | -------- | --------------- | ---- | ---------- | ---------------- | ---- | ---------- | ----------------- | ----------------- |
| 2011.07.09. | 하코다테 | 2세 신마        | -    | 잔디 1800m | 7.0 (2)          | 1    | 1:51.2 (R) | 아키야마 신이치로 | (코스모 윳카)     |
| 2012.04.15. | 나카야마 | 고월상          | G1   | 잔디 2000m | 7.1 (4)          | 1    | 2:01.3     | 우치다 히로유키   | (월드 에이스)     |
| 2012.05.27. | 도쿄     | 도쿄 우준       | G1   | 잔디 2400m | 3.1 (2)          | 5    | 2:24.0     | 우치다 히로유키   | 딥 브릴란테       |
| 2012.10.21. | 교토     | 국화상          | G1   | 잔디 3000m | 1.4 (1)          | 1    | 3:02.9     | 우치다 히로유키   | (스카이 디그니티) |
| 2012.12.23. | 나카야마 | 아리마 기념     | G1   | 잔디 2500m | 2.8 (1)          | 1    | 2:31.9     | 우치다 히로유키   | (오션 블루)       |
| 2013.04.28. | 교토     | 춘계 천황상     | G1   | 잔디 3200m | 1.3 (1)          | 5    | 3:15.1     | 우치다 히로유키   | 페노메노          |
| 2013.06.23. | 한신     | 다카라즈카 기념 | G1   | 잔디 2200m | 2.9 (2)          | 1    | 2:13.2     | 우치다 히로유키   | (다논 발라드)     |
| 2014.06.29. | 한신     | 다카라즈카 기념 | G1   | 잔디 2200m | 2.7 (1)          | 1    | 2:13.9     | 요코야마 노리히로 | (카렌 미로틱)     |
| 2015.05.03. | 교토     | 춘계 천황상     | G1   | 잔디 3200m | 4.6 (2)          | 1    | 3:14.7     | 요코야마 노리히로 | (페임 게임)       |
| 2015.06.28. | 한신     | 다카라즈카 기념 | G1   | 잔디 2200m | 1.9 (1)          | 15   | 2:15.6     | 요코야마 노리히로 | 러블리 데이       |
| 2015.12.27. | 나카야마 | 아리마 기념     | G1   | 잔디 2500m | 4.1 (1)          | 8    | 2:33.3     | 우치다 히로유키   | 골드 액터         |

- R: 신기록

## 창작물
- 골드 십은 말인간 미소녀로 모에화되어 《우마무스메 프리티 더비》에도 등장한다.